# سعید شاهسوندی
سعید شاهسوندی (زاده ۱۳۲۹ در شیراز) از اعضای قدیمی و عضو مرکزیت سازمان مجاهدین خلق که در سال ۱۳۶۷ از این گروه جدا شد.

## تحصیلات
شاهسوندی تحصیلات خود را تا پایان دبیرستان در شیراز گذراند و سپس در سال ۱۳۴۷ در دانشگاه شیراز در رشته مهندسی مشغول به تحصیل شد.

## زندان
سعید شاهسوندی در سال ۱۳۵۴ به جرم عضویت در سازمان مجاهدین خلق دستگیر و در دادگاه بدوی به اعدام و سپس به حبس ابد محکوم شد. او محکومیت خود را در زندان‌های قصر، اوین و قزل حصار گذراند و  تا زمان پیروزی انقلاب ۱۳۵۷ در حبس باقی ماند.

## فعالیتها
سعید شاهسوندی از سال ۱۳۴۸ فعالیت خود را در سازمان مجاهدین خلق آغاز کرد. عضویت او در سازمان در پی دستگیری‌های معروف به شهریور ۱۳۵۰ جشن‌های ۲۵۰۰ ساله برای ساواک مشخص شد. بعد از آن تا زمان دستگیری (۱۳۵۴) به صورت مخفی در شهرهای تهران، قم، اصفهان و مشهد به فعالیت پرداخت. وی در ۲۶ اردیبهشت ۱۳۵۴ در حالی که همزمان تحت تعقیب ساواک و نیز «رفقا» ی سابق خود بود، توسط ساواک دستگیرشد. وی پس از دستگیری به حبس ابد محکوم شد که با پیروزی انقلاب در سال ۱۳۵۷ از زندان آزاد شد.

او از جمله افرادی بود که همراه با مجید شریف واقفی (خائن شماره ۱ به تعبیر سازمان مجاهدین خلقی که بعداً مجاهدین مارکسیست نام گرفت وی رفیق محمد عطریانفر بود) و مرتضی صمدیه لباف (خائن شماره ۲) از سوی گروه تغییر ایدئولوژی داده شده به عنوان (خائن شماره ۳) محکوم به اعدام شده بود.
شاهسوندی در اولین انتخابات مجلس اول به عنوان کاندیدای سازمان در شیراز اعلام حضور کرد و انتخابات به دور دوم رسید. وی سپس به تهران آمده در نشریه سازمان به فعالیت پرداخت. پس از ۳۰ خرداد ۱۳۶۰ شاهسوندی به کردستان رفته و به عنوان مؤسس رادیو مجاهد فعالیت کرد. وی در سال ۱۳۶۴ به عنوان عضو مرکزیت سازمان مجاهدین خلق انتخاب شد. اما در سال‌های پایانی دههٔ ۶۰ و بعد از انقلاب ایدئولوژیک در سازمان مجاهدین نسبت به مواضع این گروه دچار تردید شد.

وی در عملیات مرصاد (مرداد۱۳۶۷)  شدیداً زخمی و اسیر شد. اما در فروردین ۱۳۷۰ با دخالت سعید حجاریان و عفو رهبری از زندان خارج شده و مدتی بعد در خارج از ایران (آلمان) اقامت گزید. وی از مخالفان و منتقدین تصمیمات اخذ شده توسط مسعود رجوی و سازمان مجاهدین محسوب می‌شود.
شاهسوندی از جمله افرادی است که دخالت مجاهدین در بمب‌گذاری در دفتر حزب جمهوری اسلامی را اعلام کرده‌است.